# Шаабан, Рами
Ра́ми Ша́абан (швед. Rami Shaaban; 30 июня 1975, Стокгольм, Швеция) — шведский футболист, выступавший на позиции вратаря. Имеет египетские (по отцу) и финские (по матери) корни.

## Клубная карьера
Играть в футбол Шаабан начал в Швеции за местных клуб «Сальчёбаденс», затем, переехав в Египет для учёбы в университете, два года выступал за местные клубы. В 1997 году вернулся в Швецию и подписал контракт с «Накой». В 2000 году получил приглашение от клуба высшей шведской лиги «Юргордена».
В 2002 году лондонский «Арсенал», подыскивавший замену проводящему последний сезон Симэну, подписал перспективного голкипера, однако лондонский этап карьеры Шаабана вышел неудачным. Вратаря преследовали травмы, в частности, перелом ноги, и за два года он сыграл всего 3 матча в Премьер-лиге и 2 — в Лиге чемпионов. В мае 2004 контракт с «Арсеналом» истёк, и Рами Шаабан покинул клуб.
Из-за отсутствия серьёзной игровой практики с декабря 2002 года возникли немалые проблемы с дальнейшим трудоустройством. Летом 2004 года Шаабан ездил на просмотр в Сент-Этьен, Лидс Юнайтед, позднее в Лиллестрём, Саарбрюккен, наконец, в Тоттенхем — уже в январе 2005 года. Но ни в одном из этих клубов не удалось прийти к устраивающим обе стороны условиям контракта.
В феврале 2005 года Шаабан подписал краткосрочный контракт с клубом Чемпионшипа «Брайтон энд Хоув Альбион» до конца сезона. Затем в качестве свободного агента ездил на просмотр в Данди Юнайтед, принял участие в одном матче предсезонного турнира, но и тут стороны так и не пришли к соглашению.
В начале 2006 года перешёл в норвежский Фредрикстад, а через 2 года вернулся на родину в Хаммарбю.

## Карьера в сборной
Не проведя ни одного матча за сборную, попал в заявку Швеции на чемпионат мира 2006. 25 мая 2006 года дебютировал в сборной в товарищеском матче с Финляндией, выйдя на замену в перерыве; матч окончился со счётом 0:0. На чемпионате мира провёл полный матч против сборной Тринидада и Тобаго, в этой игре счёт также не был открыт.
В отборочном турнире чемпионата Европы 2008 провёл 4 матча, заменяя травмированного Андреаса Исакссона, и попал в заявку сборной в финальной стадии.
| Дата             | Турнир | Матч              | Матч | Матч        | Статистика           |
| ---------------- | ------ | ----------------- | ---- | ----------- | -------------------- |
| 25 мая 2006      | ТМ     | Швеция            | 0:0  | Финляндия   | Вышел на 46'         |
| 10 июня 2006     | ЧМ     | Тринидад и Тобаго | 0:0  | Швеция      | 90 минут             |
| 16 августа 2006  | ТМ     | Германия          | 3:0  | Швеция      | 90 минут             |
| 2 сентября 2006  | ОЧЕ    | Латвия            | 0:1  | Швеция      | 90 минут             |
| 6 сентября 2006  | ОЧЕ    | Швеция            | 3:1  | Лихтенштейн | 90 минут             |
| 7 октября 2006   | ОЧЕ    | Швеция            | 2:0  | Испания     | 90 минут             |
| 11 октября 2006  | ОЧЕ    | Исландия          | 1:2  | Швеция      | 90 минут             |
| 15 ноября 2006   | ТМ     | Кот-д’Ивуар       | 1:0  | Швеция      | 90 минут             |
| 14 января 2007   | ТМ     | Венесуэла         | 1:1  | Швеция      | 90 минут             |
| 21 января 2007   | ТМ     | Эквадор           | 1:1  | Швеция      | Заменён на 46' (0:0) |
| 7 февраля 2007   | ТМ     | Египет            | 2:0  | Швеция      | Вышел на 46' (1:0)   |
| 22 августа 2007  | ТМ     | Швеция            | 1:0  | США         | 90 минут             |
| 12 сентября 2007 | ТМ     | Черногория        | 1:2  | Швеция      | Вышел на 46' (1:0)   |
| 19 января 2008   | ТМ     | США               | 2:0  | Швеция      | 90 минут             |
| 26 марта 2008    | ТМ     | Бразилия          | 1:0  | Швеция      | Вышел на 46' (0:0)   |
| 1 июня 2008      | ТМ     | Швеция            | 0:1  | Украина     | Вышел на 46' (0:0)   |